# Miklos Keleti
 (juillet 2017).
Si vous disposez d'ouvrages ou d'articles de référence ou si vous connaissez des sites web de qualité traitant du thème abordé ici, merci de compléter l'article en donnant les références utiles à sa vérifiabilité et en les liant à la section « Notes et références ».
Miklos Keleti est un réalisateur et scénariste belge d'origine hongroise. 

## Filmographie partielle
- 2009 : Derrière les volets (court-métrage)
- 2011 : Dos au mur (court-métrage)
- 2013 : Figures (court-métrage) - présenté au Festival européen du film court de Brest 2014

## Distinctions

### PourDos au mur
Prix remportés
- 2012 : Festival européen du film court de Brest : Meilleure équipe, réalisateur - directeur de la photographie (Pierre-Hubert Martin)
- 2012 : Festival du premier court métrage de Pontault-Combault : Meilleur film belge : Premier prix
- 2012 : Rhode Island International Film Festival : Prix Rising Star

Nominations
- 2011 : Festival international du film de Kiev Molodist : Prix du meilleur film d'étudiant
- 2011 : Festival international du film francophone de Namur : Prix du Meilleur court métrage
- 2012 : Art Film Festival (à Trenčianske Teplice : Blue Angel du Meilleur court métrage
- 2012 : Festival du court métrage de Bruxelles	: Grand Prix du Meilleur film belge
- 2012 : Magritte du cinéma : Magritte du Meilleur court métrage
- 2012 : Odense International Film Festival : Grand Prix du meilleur film international
- 2012 : Tel-Aviv International Student Film Festival (en) : Meilleur film de fiction

### PourFigures
Prix remportés
- 2014 : Festival international du film fantastique de Bruxelles
  - Prix de la Sabam
  - Prix Be TV
  - Prix du jeune jury
- 2014 : Festival international du film d'amour de Mons : prix de la critique pour le meilleur court métrage belge